# Medizinische und Pharmazeutische Universität Iuliu Hațieganu
Die Iuliu Hațieganu Universität für Medizin und Pharmazie (rumänisch: Universitatea de Medicină și Farmacie „Iuliu Hațieganu”, oder UMF Cluj) in Cluj-Napoca, Rumänien, ist die älteste medizinische Ausbildungsstätte Siebenbürgens, eine Fortsetzung der 1919 als Teil der Universitatea „Dacia Superioară” din Cluj (heute Universitatea Babeș-Bolyai) gegründeten Medizinischen Fakultät.  Sie wurde zu Ehren des rumänischen Wissenschaftlers Iuliu Hațieganu benannt.
Die Universität wird vom rumänischen Bildungsministerium als „Advanced Research and Education University“ eingestuft. Sie dient als Referenz- und Exzellenzzentrum für den Westen Rumäniens und beherbergt mehrere Forschungseinrichtungen.
Die Universität hat über 6.000 nationale und internationale Studenten, 2.400 Ärzte in Facharztausbildung sowie über 1.100 Lehrende und Forscher.
Das Studium der Humanmedizin wird sowohl in rumänischer Sprache, als auch auf Französisch sowie, im internationalen Studienzweig, auf Englisch angeboten. Die Kosten des Studiums im französischen sowie internationalen Studienzweig sind durch die Studierenden privat zu finanzieren (Studiengebühren 7500 € p. a.). Im rumänischsprachigen Zweig ist ein Semesterbeitrag von 10.000 lei (ca. 2000 € p. a.) fällig.
Basierend auf diversen international anerkannten, unabhängigen Rankings für Hochschulbildung erstellt das rumänische Bildungsministerium ein nationales Metaranking der Hochschulen im Land. Hier liegt die UMF Cluj-Napoca auf Rang 4 aller rumänischen Universitäten sowie auf Rang 1 der medizinischen Hochschulen Rumäniens. Sie ist damit die beste medizinische Universität in Rumänien.
Im Times Higher Education (THE) World University Ranking 2022 erzielte die Universität eine Platzierung unter den Top 1000 Universitäten weltweit und ist die einzige platzierte Universität für Medizin und Pharmazie in Rumänien. Ferner erreichte man im QS World University Ranking, Kategorie „Ranking By Subject“, 2022 eine Platzierung im Bereich 351–400, als einzige enthaltene Universität Rumäniens.

## Fakultäten
Die Universität gliedert sich in fünf Fakultäten:
- Medizinische Fakultät
- Zahnmedizinische Fakultät
- Pharmazeutische Fakultät
- Fakultät für Gesundheits- und Krankenpfleger
- Fakultät für Gesundheitswissenschaften